# Chulilla
Chulilla es un municipio de la Comunidad Valenciana, España. Perteneciente a la provincia de Valencia, situado en la comarca de Los Serranos a 60 km de la capital. Cuenta con una población de 677 habitantes (INE 2024). Se trata de un municipio castellanohablante, en el que el castellano cuenta con el predominio lingüístico reconocido legalmente.

## Geografía
El pueblo se ubica en la falda de un alto promontorio, dominado por el castillo árabe que conserva torreones y murallas del lado de la población, ya que por la parte que da al río existe un impresionante cañón que lo hace inexpugnable, por lo que en ese lado carece de construcciones defensivas.
La mayor parte del término se extiende sobre terreno cretácico. En esta meseta caliza, la erosión del río Turia ha creado una hoz y el Salto de Chulilla, de 160 m de profundidad y 10 m de anchura. La vegetación está formada por pinares (carrasco) y monte bajo mediterráneo. En cuanto a la fauna, las especies más importantes son las rapaces, tanto diurnas como nocturnas, la perdiz, el conejo, la liebre, zorro, tejón, garduña, jineta y jabalí. En el Turia habitan barbos y truchas.
Se accede a esta localidad desde Valencia a través de la CV-35, tomando luego la CV-394.

### Barrios y pedanías
En el término municipal de Chulilla se encuentran también los siguientes núcleos de población:
- Balneario de Fuencaliente.
- Bodega Vanacloig
- La Ermita.
- Urbanización Santa Bárbara

### Localidades limítrofes
Villar del Arzobispo, Losa del Obispo, Bugarra, Gestalgar, Sot de Chera y Loriguilla todas ellas en la provincia de Valencia.
Chulilla está ubicada en la serranía de Valencia a unos 62 km de la capital. En sus alrededores se encuentran los pueblos de Villar del Arzobispo, Losa del Obispo, Calles y los pueblos que inundó el pantano de Loriguilla: Loriguilla y Domeño.

## Historia

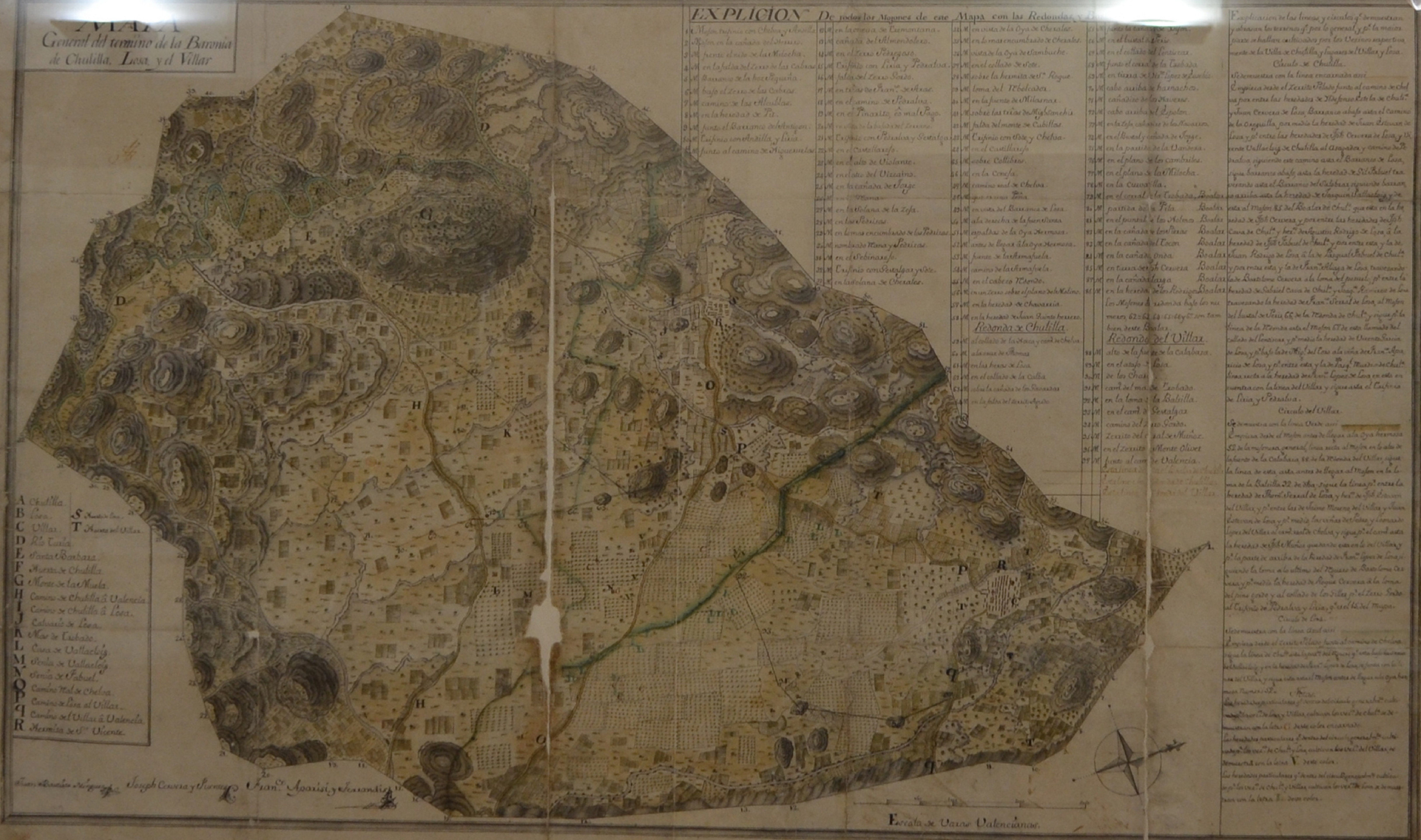
Mapa de 1770 de los términos de Chulilla, Villar del Arzobispo y Losa del Obispo

Su poblamiento es primitivo, datándose con seguridad desde el primer milenio a. C.. A pesar de haberse hallado un hacha calificada de neolítica en el Sufruto, los primeros vestigios documentados en excavación han sido correspondientes a la Edad de Bronce en la superficie superior del Monte del Castillo a partir del cual, como núcleo original del término, el poblamiento ha sido continuado. Cabe señalar que fueron halladas hace unos 20 años unas pinturas rupestres que muestran cacerías de animales salvajes. Las mencionadas pinturas se localizan en las siguientes coordenadas: 39°38'18.8"N 0°54'09.1"W
Durante la Edad del Hierro, se produce la expansión en la zona con los poblados ibéricos del Monte del Castillo, el Castellar, Pelma, la Talayuela, Pico los Serranos y Corral de Ajau. Con la romanización, algunos de estos poblados se abandonan y otros bajan al llano. El del monte del Castillo se mantiene como «castro», en él existe un aljibe de esta época. La raíz del topónimo Chulilla-Xulella-Iulella, claramente preislámico, podría corresponder a un patronímico de aquella época.
Hasta el momento no han aparecido vestigios correspondientes a esos siglos oscuros tras la desaparición del Imperio Romano. Suponemos que ese carácter de autarquía y aislamiento comarcal generalizado al final del Antiguo Imperio, fue conformando la estructura territorial que derivaría en el distrito dependiente del hisn («castillo islámico») y, asimismo, en la baronía del siglo XIII. La relación castillo-río establece el eje doméstico de los habitantes de las alquerías de época islámica originándose, si no lo fue ya en época romana, el sistema de regadío del valle a partir del azud del Salto (el «Charco Azul»).
En 1238, y tras la conquista de la ciudad de Valencia, también Chulilla entra a formar parte del mundo occidental cristiano. Aunque ya antes Zayd Abu Zayd había entregado el castillo y la villa, con otros territorios, a la iglesia de Segorbe en 1236, en 1248 el rey Jaime I dona a Pere Escrivá de forma vitalicia castrum et villam de Xulella. Este caballero, que procedía de Narbona, era también señor de Játiva y Gandía. En los años siguientes, el castillo y término es utilizado como pago por diferentes servicios a la Corona.

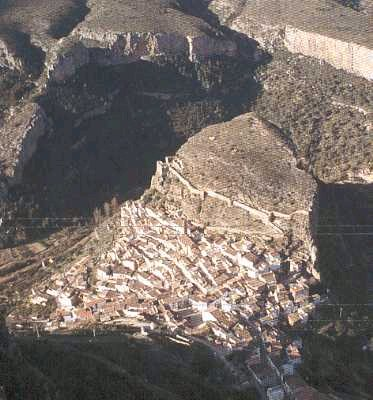
Vista aérea

Tras este paréntesis de señorío militar vuelve al eclesiástico al ser instituida en 1274 la Baronía de Chulilla, que incluía Losa y, desde 1300, el Villar, sobre el territorio del antiguo distrito musulmán del castillo y entregada al Cabildo y obispo de Valencia. Momento en que el caballero Guillém de Reixac lo ocupa hasta que Jaime II, en 1294, le obliga a restituirlo al Obispado.
Hasta 1331, la población será mayoritariamente musulmana siendo en esa fecha cuando, tras las fallidas revueltas de Al-Azraq y los continuos asaltos a las morerías por parte de cristianos, hacen que se produzca el abandono de estos. En 1340, Pedro IV de Aragón concede una Carta de Población por la que se establecen 100 pobladores entre los que ya había y los recién llegados, procedentes de Teruel y Lérida principalmente, y de Navarra. En 1373, la soberanía del Obispo sobre la Baronía se hace completa tras la cesión a éste de los derechos del Cabildo. En 1379, se refuerza el castillo a raíz de la guerra con Castilla, dado el lugar fronterizo que ocupa (guerras 1356-1365).
Su posición geoestratégica provocó que se libraran en ella cruentas batallas durante las guerras carlistas.

## Demografía
Chulilla cuenta con una población de 677 habitantes (INE 2024).
| Gráfica de evolución demográfica de Chulilla entre 1842 y 2021                                                      |
| |
| Población de derecho según los censos de población del INE Población de hecho según los censos de población del INE |

## Economía
Las cosas cambian y, aunque antaño fue esencialmente agrícola y ganadera, hoy en día estas dos actividades se ejercen, más como entretenimiento de fin de semana que como motor económico del pueblo. Aunque antiguamente predominaba el cultivo de la vid, las subvenciones de finales de los ochenta acabaron casi de golpe con este cultivo tan importante para esta villa a lo largo de su historia. Tan es así que ya no se produce vino ni en la bodega cooperativa del pueblo. Actualmente, gran parte del terreno dedicado al cultivo de la vid se ha transformado en regadío, habiéndose producido una importante expansión de los cítricos caracterizada por la aparición de explotaciones medianas, tendencia que se prevé irá en aumento con la modernización del sistema de riego.
Alberga los restos de una antigua fábrica, abandonada, de procesamiento y extracción de corindón.Se puede acceder a ella a través de un camino forestal, así como los restos de una presa que fue víctima de la riada de 1957, cuyo efecto se puede observar pasando a su lado (Una de las compuertas fue separada por exceso de presión y fuerza).
Es un importante núcleo de turismo interior por sus atractivos naturales, siendo este sector el principal motor económico que mueve al pueblo. También contaba con un excelente balneario de aguas termales sulfurosas que mantienen una temperatura constante de 23 °C. (Balneario de Fuencaliente o de Chulilla); y que, actualmente está paralizado y abandonado por problemas económicos.
Sobre el aprovechamiento hidráulico de la zona, hay que indicar que la Central de la Sociedad Valenciana de Electricidad tiene su presa en el interior del cañón por donde discurre el Turia. De aquí a la central, el canal de abastecimiento discurre subterráneo, atravesando la roca por debajo del pueblo. Tiene un salto 32 m de altura, con un caudal de 11 m³/s y una producción de 3200 kW.

## Administración y política
| Periodo   | Nombre                         | Partido                               |
| --------- | ------------------------------ | ------------------------------------- |
| 1979-1983 | Vicente De Miguel Rodrigo      | UCD                                   |
| 1983-1987 | Vicente De Miguel Rodrigo      | Organización Independiente Valenciana |
| 1987-1991 | Luis Yuste Yuste               | AP                                    |
| 1991-1995 | Luis Yuste Yuste               | PP                                    |
| 1995-1999 | Luis Yuste Yuste               | PP                                    |
| 1999-2003 | Miguel García Sellés           | PP                                    |
| 2003-2007 | Santiago R. Cervera Chirivella | PSPV-PSOE                             |
| 2007-2011 | Enrique Silvestre Esteve       | PP                                    |
| 2011-2015 | Enrique Silvestre Esteve       | PP                                    |
| 2015-2019 | Vicente G. Polo Burriel        | PP                                    |
| 2019-2023 | Vicente G. Polo Burriel        | PP                                    |
| 2023-act. | Vicente G. Polo Burriel        | PP                                    |

## Cultura

### Patrimonio

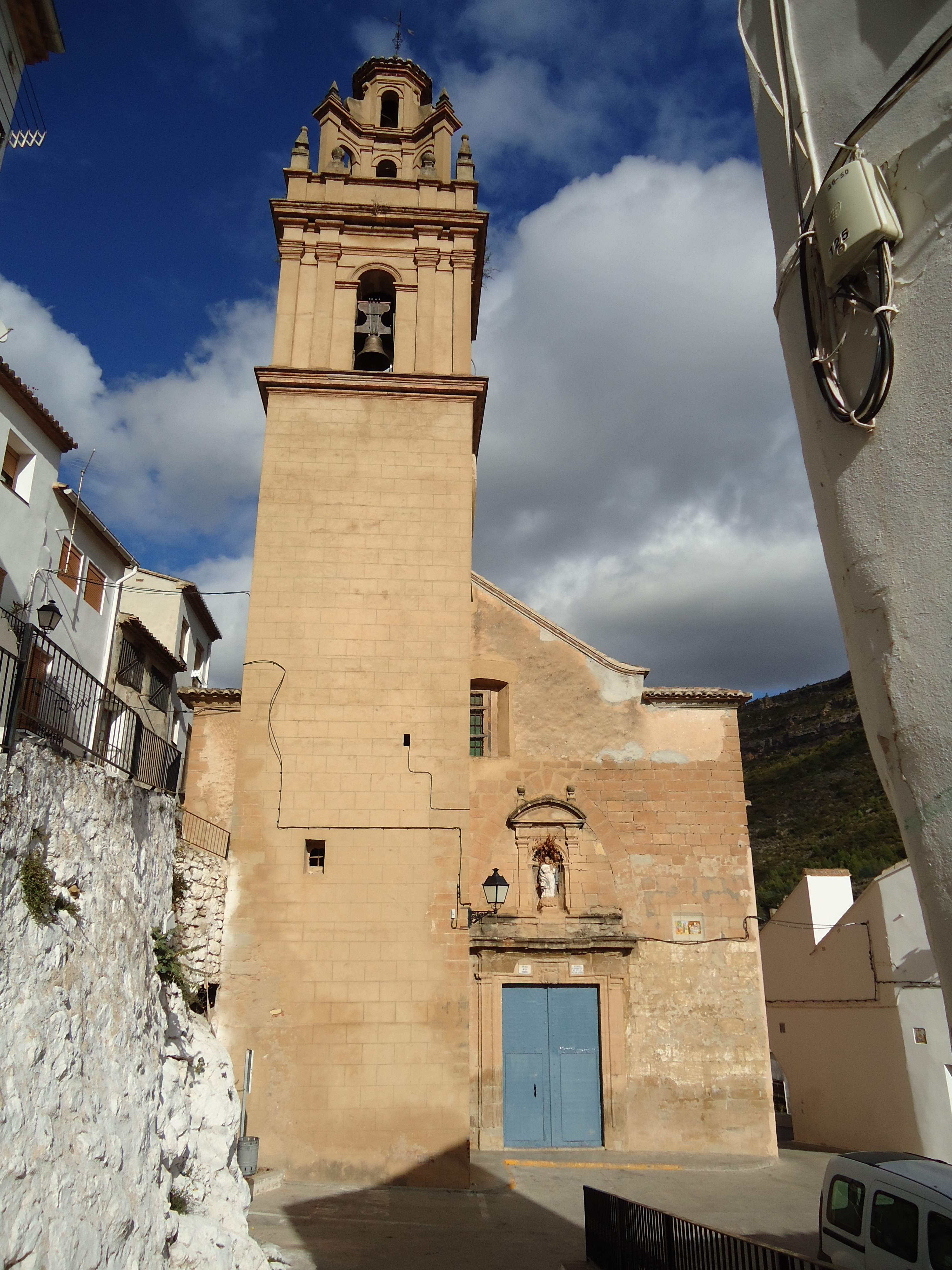
Iglesia de la Virgen de Los Ángeles

- Pinturas rupestres del barranco de Falfiguera. Se trata de un conjunto que representaciones antropomorfas y zoomorfas localizadas en un abrigo situado a escasos veinte metros sobre el lecho del arroyo estacional tributario del río Turia. El abrigo fue descubierto en 1998 y desde 2011 se encuentra protegido tanto por la legislación nacional como por la autonómica formando parte del Patrimonio de la humanidad arte rupestre del arco mediterráneo de la península ibérica.[2][3]
- Iglesia de la Virgen de los Ángeles. Se construye sobre la mezquita, siglos XV y XVI. Originalmente de nave rectangular, con tejado a doble vertiente y con dos puertas. Se le agregan campanario, sacristía y capilla. De ornamentación barroca, el zócalo de azulejos del siglo XVI, semejante a los de la iglesia del Corpus Christi de Valencia (El Patriarca). Consta de una nave con otra adosada al presbiterio cubiertas ambas por bóvedas de cañón con lunetos, sobre pilastras y arcos de medio punto, con portadas adinteladas con hornacina. Entre sus obras destacan una talla de madera policromada de una Virgen con Niño (siglo XVI) y un lienzo de la Virgen del Castillo con Niño (siglo XVII).
- Ermita de Santa Bárbara. Edificio situado a las afueras de la ciudad construido en 1364 y renovado en 1730. De estilo gótico posee una única nave con bóveda de crucería sostenida por pilastras, arcos de medio punto y ojivales.
- Castillo de Chulilla. Consta de antemuralla, torre barbacana, un bastión circular, dependencia abovedada, torres esquineras, y el recinto señorial con torre y restos de la residencia y dependencias auxiliares. También contaba con una ermita dedicada a San Miguel. En su interior se cuenta con cuatro aljibes. En diversos lugares se ven unos grabados similares a los del Castillo de Denia. Fue usado como cárcel para eclesiásticos por orden de San Juan de Ribera.
- Ermita de San Josepe. Es una pequeña ermita rural con una única nave edificada en 1662 y restaurada recientemente.

### Fiestas
- Fiesta de la enramá (mes de mayo). Se celebran los típicos «mayos».
- Fiestas Patronales. Con traslado de la Virgen de la Ermita (15 de agosto).
- Fiestas de la Ermita. Se celebran la última semana de agosto.
- Fiestas del Santísimo Cristo. Se celebran en septiembre.

## Gastronomía
Los platos típicos de la localidad son: la olla de berzas, la olla de carne, y las populares cocotes (empanadillas de chorizo). De la repostería sobresalen los reguiños, mantecados, tortas de almendra y congretes. Existen buenos vinos como el «rancio», «Pedro Ximénez», «juliola» y la dulce mistela, variedad de moscatel dulce.

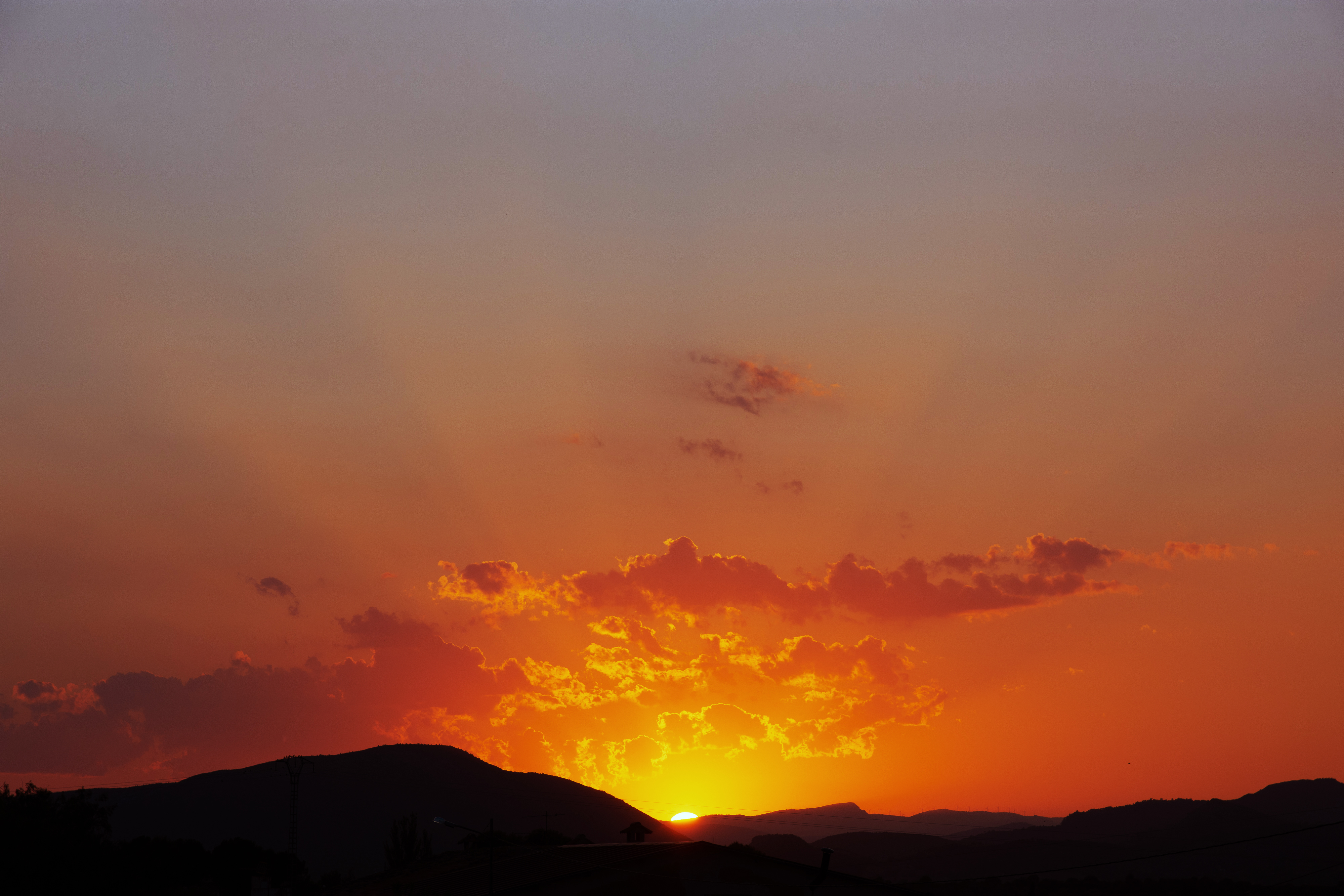
Puesta de sol en julio